# Natação no Campeonato Mundial de Esportes Aquáticos de 2019 - 4x100 m medley feminino
A prova do revezamento 4x100 metros medley feminino da natação no Campeonato Mundial de Esportes Aquáticos de 2019 ocorreu no dia 28 de julho, em Gwangju, na Coreia do Sul. 

## Recordes
Antes desta competição, os recordes mundiais e do campeonato nesta prova eram os seguintes:
| Tipo                  | Atleta         | Tempo   | Local     | Data                |
| --------------------- | -------------- | ------- | --------- | ------------------- |
|                       | Estados Unidos | 3:51.55 | Budapeste | 30 de julho de 2017 |
| Recorde do campeonato | Estados Unidos | 3:51.55 | Budapeste | 30 de julho de 2017 |

## Medalhistas
| Ouro | Prata | Bronze |
| Estados Unidos · Regan Smith · Lilly King · Kelsi Dahlia · Simone Manuel · Olivia Smoliga* · Melanie Margalis* · Katie McLaughlin* · Mallory Comerford* | Austrália · Minna Atherton · Jessica Hansen · Emma McKeon · Cate Campbell · Kaylee McKeown* · Brianna Throssell* · Madison Wilson* | Canadá · Kylie Masse · Sydney Pickrem · Maggie MacNeil · Penny Oleksiak · Kierra Smith* · Rebecca Smith* · Taylor Ruck* |

*Participaram apenas das eliminatórias, mas também receberam medalhas.

## Cronograma
Todos os horários são locais (UTC+9). 
| Data        | Hora  | Evento        |
| ----------- | ----- | ------------- |
| 28 de julho | 11:07 | Eliminatórias |
| 28 de julho | 21:56 | Final         |

## Resultados

### Eliminatórias
Esses foram os resultados das eliminatórias. Foram realizadas no dia 28 de julho com início às 11:07. 
| Colocação | Bateria | Raia | Nacionalidade  | Nadadoras | Tempo   | Notas            |
| --------- | ------- | ---- | -------------- | --- | ------- | ---------------- |
| 1         | 2       | 4    | Estados Unidos | Olivia Smoliga (58.79) Melanie Margalis (1:06.40) Katie McLaughlin (57.15) Mallory Comerford (53.05)           | 3:55.39 | Q                |
| 2         | 3       | 4    | Austrália      | Kaylee McKeown (59.44) Jessica Hansen (1:06.99) Brianna Throssell (58.28) Madison Wilson (53.48)               | 3:58.19 | Q                |
| 3         | 2       | 6    | Itália         | Margherita Panziera (1:00.56) Arianna Castiglioni (1:06.68) Ilaria Bianchi (57.54) Federica Pellegrini (53.57) | 3:58.35 | Q                |
| 4         | 3       | 3    | Canadá         | Kylie Masse (58.98) Kierra Smith (1:08.61) Rebecca Smith (58.04) Taylor Ruck (53.00)                           | 3:58.63 | Q                |
| 5         | 3       | 7    | China          | Fu Yuanhui (1:00.01) Yu Jingyao (1:07.28) Wang Yichun (58.13) Zhu Menghui (53.84)                              | 3:59.26 | Q                |
| 6         | 2       | 1    | Suécia         | Michelle Coleman (1:01.41) Sophie Hansson (1:07.33) Louise Hansson (57.43) Sarah Sjöström (53.23)              | 3:59.40 | Q                |
| 7         | 3       | 6    | Reino Unido    | Georgia Davies (1:00.32) Molly Renshaw (1:08.00) Alys Thomas (58.77) Anna Hopkin (52.65)                       | 3:59.74 | Q                |
| 8         | 2       | 5    | Japão          | Natsumi Sakai (1:00.16) Reona Aoki (1:07.65) Hiroko Makino (58.17) Rika Omoto (53.89)                          | 3:59.87 | Q                |
| 9         | 2       | 2    | Alemanha       | Laura Riedemann (1:00.20) Anna Elendt (1:08.74) Angelina Köhler (57.95) Jessica Steiger (54.02)                | 4:00.91 |                  |
| 10        | 3       | 2    | Países Baixos  | Kira Toussaint (1:00.04) Tes Schouten (1:08.45) Kim Busch (59.90) Femke Heemskerk (53.03)                      | 4:01.42 |                  |
| 11        | 3       | 8    | Suíça          | Nina Kost (1:02.49) Lisa Mamie (1:06.80) Alexandra Touretski (58.68) Maria Ugolkova (53.88)                    | 4:01.85 | Recorde nacional |
| 12        | 3       | 5    | Rússia         | Daria Vaskina (1:01.08) Anna Belousova (1:08.47) Svetlana Chimrova (58.33) Daria S Ustinova (54.38)            | 4:02.26 |                  |
| 13        | 1       | 5    | Coreia do Sul  | Im Da-sol (1:00.44) Back Su-yeon (1:08.70) Park Ye-rin (58.84) Jeong So-eun (55.40)                            | 4:03.38 | Recorde nacional |
| 14        | 2       | 7    | Hong Kong      | Stephanie Au (1:01.12) Yeung Jamie Zhen Mei (1:08.92) Chan Kin Lok (1:00.45) Siobhan Haughey (53.03)           | 4:03.52 |                  |
| 15        | 2       | 8    | Polónia        | Alicja Tchórz (1:00.97) Weronika Hallmann (1:08.88) Paulina Nogaj (59.51) Katarzyna Wasick (54.91)             | 4:04.27 |                  |
| 16        | 2       | 3    | Dinamarca      | Mie Nielsen (1:01.79) Matilde Schroder (1:08.74) Jeanette Ottesen (58.55) Julie Kepp Jensen (55.25)            | 4:04.33 |                  |
| 17        | 2       | 0    | África do Sul  | Mariella Venter (1:02.84) Tatjana Schoenmaker (1:07.16) Tayla Lovemore (59.34) Emma Chelius (55.78)            | 4:05.12 |                  |
| 18        | 1       | 3    | Finlândia      | Mimosa Jallow (1:01.20) Ida Hulkko (1:07.35) Jenna Laukkanen (1:00.53) Laura Lahtinen (56.42)                  | 4:05.50 |                  |
| 19        | 3       | 1    | Hungria        | Katalin Burián (1:00.83) Anna Sztankovics (1:08.96) Liliána Szilágyi (59.25) Evelyn Verrasztó (56.57)          | 4:05.61 |                  |
| 20        | 1       | 4    | Turquia        | Ekaterina Avramova (1:01.95) Viktoriya Zeynep Güneş (1:09.01) Aleyna Özkan (59.42) Selen Özbilen (55.34)       | 4:05.72 | Recorde nacional |
| 21        | 3       | 0    | Singapura      | Quah Jing Wen (1:05.07) Christie Chue (1:11.02) Quah Ting Wen (59.95) Cherlyn Yeoh (55.34)                     | 4:11.67 |                  |

### Final
A final foi realizada em 28 de julho às 21:56. 
| Colocação         | Raia | Nacionalidade  | Nadadoras                                                                                                | Tempo   | Notas            |
| ----------------- | ---- | -------------- | --- | ------- | ---------------- |
| Medalha de ouro   | 4    | Estados Unidos | Regan Smith (57.57 ) Lilly King (1:04.81) Kelsi Dahlia (56.16) Simone Manuel (51.86)                     | 3:50.40 | Recorde mundial  |
| Medalha de prata  | 5    | Austrália      | Minna Atherton (59.06) Jessica Hansen (1:06.08) Emma McKeon (56.32) Cate Campbell (51.96)                | 3:53.42 |                  |
| Medalha de bronze | 6    | Canadá         | Kylie Masse (59.12) Sydney Pickrem (1:06.42) Maggie MacNeil (55.56) Penny Oleksiak (52.48)               | 3:53.58 | Recorde nacional |
| 4                 | 3    | Itália         | Margherita Panziera (59.77) Martina Carraro (1:06.87) Elena Di Liddo (57.33) Federica Pellegrini (52.53) | 3:56.50 | Recorde nacional |
| 5                 | 2    | China          | Chen Jie (1:00.89) Yu Jingyao (1:06.42) Zhang Yufei (56.44) Yang Junxuan (53.36)                         | 3:57.11 |                  |
| 6                 | 8    | Japão          | Natsumi Sakai (59.48) Reona Aoki (1:06.58) Hiroko Makino (58.22) Rika Omoto (53.86)                      | 3:58.14 |                  |
| 7                 | 7    | Suécia         | Michelle Coleman (1:01.42) Sophie Hansson (1:07.20) Louise Hansson (57.23) Sarah Sjöström (52.54)        | 3:58.39 |                  |
| 8                 | 1    | Reino Unido    | Georgia Davies (59.55) Molly Renshaw (1:07.72) Alys Thomas (58.56) Freya Anderson (53.55)                | 3:59.38 |                  |

Legenda
| Recorde mundial       | Recorde mundial (World record)               |                       | Recorde africano                      | Recorde africano (African) |                                           | Q | Classificado por posição (Qualified) |
| Recorde do campeonato | Recorde do campeonato (Championship record)  | Recorde da América    | Recorde da América (Americas)         | q                          | Classificado por melhor tempo (Qualified) |   |                                      |
| Melhor marca do ano   | Melhor marca do ano (World leading)          | Recorde asiático      | Recorde asiático (Asian)              | DNS                        | Não largou (Did not start)                |   |                                      |
| Recorde nacional      | Recorde nacional (National record)           | Recorde europeu       | Recorde europeu (European)            | DNF                        | Não terminou (Did not finish)             |   |                                      |
| Recorde pessoal       | Recorde pessoal do atleta (Personal best)    | Recorde da Oceania    | Recorde da Oceania (Oceania)          | DSQ / DQ                   | Desclassificado (Disqualified)            |   |                                      |
| Recorde da temporada  | Recorde da temporada do atleta (Season best) | Recorde sul-americano | Recorde sul-americano (South America) | NM                         | Sem marca (No mark)                       |   |                                      |